# كاسبر كوسك
كاسبر كوسك فانغسغارد (بالدنماركية: Kasper Kusk Vangsgaard) هو لاعب كرة قدم دنماركي في مركز الجناح ولد في يوم 10 نوفمبر 1991 في مدينة آلبورغ في الدنمارك، يلعب حالياً مع نادي تفينتي أنشخيدة ولعب مع نادي أوبه ونادي غوغ، كما لعب مع منتخب الدنمارك لكرة القدم ويبلغ طوله 180 سم.

## روابط خارجية
- كاسبر كوسك على موقع الاتحاد الدولي (مؤرشف)  (الإنجليزية)
- كاسبر كوسك على موقع الاتحاد الأوربي (الإنجليزية)
- كاسبر كوسك على موقع قاعدة بيانات كرة القدم.إي يو (الإنجليزية)
- كاسبر كوسك على موقع ناشيونال فوتبول تيمز (الإنجليزية)
- كاسبر كوسك على موقع Soccerbase.com (لاعب) (الإنجليزية)
- كاسبر كوسك على موقع Soccerway.com (الإنجليزية)
- كاسبر كوسك على موقع عالم كرة القدم.نت (الإنجليزية)
- كاسبر كوسك على موقع AS.com (الإسبانية)